# Parc public de Prenzlauer Berg
Le parc public de Prenzlauer Berg (Volkspark Prenzlauer Berg) est un parc public de 29 ha à l'est de l'arrondissement de Pankow dans le quartier Prenzlauer Berg à Berlin. Aménagé dans les années 1960 sur une ancienne Schuttberg du nom d'Oderbruchkippe, le parc culmine à une altitude de 91 m sur le plateau des peupliers (Pappelplateau).
L'espace vert est bordé par les rues Süderbrokweg, Sigridstraße, Schneeglöckchenstraße, Maiglöckchenstraße, Oderbruchstraße et Hohenschönhauser Straße. Environ 60 % de la superficie est boisée, et les essences majoritaires sont le peuplier, le frêne, l'érable, le robinier faux-acacia et le saule. De nombreuses sculptures en bronze sont également présentes en divers points de l'espace vert.